# Лысенко, Марьяна Анатольевна
Марьяна Анатольевна Лысенко (род. 26 февраля 1970, Москва, СССР) — российский медик, главный врач Московской городской клинической больницы № 52. Герой Труда Российской Федерации (2020).

## Биография

### Медицинская карьера
Марьяна Анатольевна Лысенко родилась 26 февраля 1970 года в Москве. Мать — Валентина Ефимовна Лысенко (род. 1943), инженер. Отец — Анатолий Григорьевич Лысенко (1937—2021), деятель российского телевидения, генеральный директор ОТР. Брат — Виктор (род. 1976), журналист-международник.
Вопреки желанию отца отказалась поступать в Московский институт инженеров транспорта, ещё в детстве решив стать врачом. В 1994 году окончила Московскую медицинскую академию имени И. М. Сеченова, на базе которой прошла обучение в интернатуре и клинической ординатуре по специальности «анестезиология и реаниматология». Во время учёбы участвовала в спасательных работах после землетрясения в Спитаке. В 1997 году поступила на работу в Эндокринологический научный центр Российской академии медицинских наук. В 2003 году защитила диссертацию по теме «Предоперационная подготовка больных с феохромоцитомой», получив учёную степень кандидата медицинских наук.
В 2005—2008 годах являлась заведующей отделением анестезиологии и реанимации Эндокринологического научного центра РАМН. В 2008—2012 годах занимала пост главного врача государственного бюджетного учреждения здравоохранения города Москвы «Городская клиническая больница № 52 Департамента здравоохранения города Москвы». В 2012—2014 годах находилась на должности директора государственного казённого учреждения «Дирекция по обеспечению деятельности государственных учреждений здравоохранения Северо-Западного административного округа города Москвы».
В 2012 году выдвигала свою кандидатуру на выборы депутатов муниципального собрания внутригородского муниципального образования Щукино, но выбыла после регистрации. Избиралась членом Общественного совета при префектуре СЗАО.
В 2013 году защитила диссертацию по теме «Диагностика, предоперационная подготовка и интраоперационное ведение больных феохромоцитомой», получив учёную степень доктора медицинских наук. Является профессором кафедры общей терапии Российского национального исследовательского медицинского университета имени Н. И. Пирогова. Опубликовала более 30 научных работ.
В 2014 году вновь была назначена на должность главного врача городской клинической больницы № 52. Под началом Лысенко оказались один из городских центров терапии дыхательной недостаточности и острого респираторного дистресс-синдрома, городской центр экстракорпоральной мембранной оксигенации, отделение реанимации для пациентов с патологией лёгких, гематологическая и ревматологическая службы, единственный в Москве аллергологический центр, а также более 2500 человек персонала, оказывающие как плановую, так и скорую медицинскую помощь. В 2018 году больница оказалась в центре судебного процесса в отношении Елены Мисюриной, занимавшей пост руководителя её гематологической службы.

### Судебная тяжба с ТАСС
В феврале 2019 года новостное агентство «ТАСС» сообщило об обысках в кабинетах руководства больницы № 52, которое в течение трёх лет, по данным источников агентства в следственных органах, занималось незаконным обналичиванием денежных средств через подставные организации. Со ссылкой на материалы следствия отмечалось, что в ходе оперативной проверки были «выявлены ежемесячные откаты от поставщиков лекарств в размере около 30 млн. рублей», тогда как на мужа Лысенко — предпринимателя Александра Шилова, работающего в ООО «Магма», было оформлено не менее семи дорогостоящих квартир в Москве и Московской области. Впоследствии, ссылаясь на свой источник в силовых структурах, «ТАСС» сообщило ещё и о возбуждении уголовного дела, фигурантами которого стали сама Лысенко, заместители главврача по экономическим вопросам Мария Симакова и по медицинской части Владимир Сморщок; последний, в частности, был назван владельцем «нескольких квартир на 2-й Тверской-Ямской улице, загородных домов общей стоимостью более 10 млн. долларов».

После публикации этих сообщений Лысенко от имени руководства больницы потребовала у «ТАСС» опровергнуть все приведённые сведения как несответствующие действительности ввиду того, что дело было возбуждено только лишь по причине нарушения правил таможенного ввоза лекарств, при том что к этому сотрудники больницы не имеют никакого отношения. Также Лысенко отметила то, что их семье принадлежит только одна квартира, а её мужу — один земельный участок, унаследованный от родителей. В беседе с «ТАСС» Лысенко заявила, что готова предоставить все необходимые документы прессе и правоохранительным органам, пообещав содействовать следствию.
В марте 2019 года Лысенко вместе со своими заместителями подала заявление «о защите чести, достоинства, деловой репутации к средствам массовой информации» на «ТАСС» в Пресненский районный суд, который в августе того же года отказал истцам в удовлетворении требований на основании того, что они «не доказали факт распространения ответчиками в отношении него не соответствующих действительности и порочащих его честь и достоинство сведений». На это решение Лысенко подала апелляционную жалобу, и в июле 2020 года судебная коллегия по гражданским делам Московского городского суда в своём определении отменила решение Пресненского райсуда, постановив «признать несоответствующими действительности, порочащими честь, достоинство и деловую репутацию» все материалы «ТАСС» об этом деле, ввиду чего они были удалены с сайта агентства без затребования истцами опровержений.

### Участие в борьбе с пандемией коронавируса
В феврале 2020 года в рамках борьбы с распространением пандемии COVID-19 больница под руководством Лысенко была перепрофилирована на приём пациентов с пневмонией, вызванной в том числе коронавирусной инфекцией. Для больных было подготовлено 888 коек, в том числе в реанимационных отделениях. Койки были оснащены аппаратами искусственной вентиляции лёгких, все палаты переоборудованы в изолированные боксы с туалетом, душем и раковиной, а между корпусами для перевозки пациентов был возведён закрытый переход с «чистыми» и «грязными» зонами. Работники больницы были обеспечены всеми средствами индивидуальной защиты, располагая необходимыми медикаментами и препаратами, в том числе противовирусными и антибактериальными. Специалистами были разработаны схемы маршрутизации больных, усовершенствованы алгоритмы лучевой диагностики пневмонии с учётом особенностей коронавирусной инфекции, а также схемы терапии пациентов.
На месте были подготовлены кабинеты функциональной диагностики, эндоскопии, компьютерной томографии и рентгена. Некоторым больным проводили экспериментальное лечение, заключавшееся в переливании плазмы крови уже переболевших коронавирусом. На пике пандемии в больницу поступало более 160 больных в сутки, в результате чего не обошлось без заболевших среди персонала, в частности умерла одна медсестра. Коллеги и подчинённые называли Лысенко по-свойски — просто Марьяной. Всего больница приняла более 800 больных пневмонией, у 75% из которых была обнаружена коронавирусная инфекция. В числе вылечившихся от коронавируса в больнице № 52 был министр строительства России Владимир Якушев. Впоследствии, в июне того же года, медицинская бригада под руководством Лысенко находилась в Забайкальском крае, где оказывала помощь местным врачам в борьбе с коронавирусом. За работу во время пандемии Лысенко получила звание «Герой Труда Российской Федерации».

### Политическая деятельность
Член партии «Единая Россия». В июне 2020 года в преддверии голосования по поправкам в Конституцию заявляла, что властями в консультации с врачами «приняты беспрецедентные меры» в санитарно-эпидемиологическом плане, а «посещение [избирательного] участка будет безопаснее посещения магазина». Последовавшее увеличение поступления больных коронавирусом отказывалась называть «второй волной», несмотря на то, что к её возникновению как раз привели действия властей в связи с конституционным голосованием.
С самых первых дней Вы ежеминутно контролировали ситуацию с коронавирусной инфекцией. Вы слышите проблемы и предложения врачей, поражает, насколько Вы глубоко ориентируетесь в нашей повседневной жизни. И мы за это Вам благодарны. Вместе с вами российское здравоохранение готово к любому вызову, а мы, медики, Вас не подведём!Поздравление Марьяны Лысенко в адрес Владимира Путина с его днём рождения, октябрь 2020 года.
В феврале 2021 года в издании «Коммерсантъ» появилась информация о том, что Лысенко может выдвинуться на выборах в Государственную думу под вторым номером в московском списке «Единой России» — как «один из символов борьбы с пандемией и успехов московской медицины». В апреле Лысенко подтвердила своё намерение принять участие в выборах, а затем зарегистрировалась на предварительное голосование «Единой России». По итогам праймериз набрала 358 тысяч голосов и заняла первое место в московском списке партии. По оценкам Александра Кынева, имела «все шансы» на избрание. Избравшись в итоге депутатом по федеральному избирательному округу, отказалась от мандата. Лысенко вошла в число 82 единороссов, не собиравшихся становиться депутатами, но выдвинувшимися на выборы в качестве «паровозов» с целью придания партийному списку большей популярности среди избирателей за счёт своего рейтинга, должностного положения, доступа к публичным ресурсам. Мандат Лысенко стал «самым многострадальным» в истории выборов 2021 года, перейдя от неё к директору Государственного театра наций Марии Ревякиной, потом к художественному руководителю Московского театра Олега Табакова Владимиру Машкову, от него — к директору Государственного музея А. С. Пушкина Евгению Богатырёву, а затем к главе московского отделения «Российских студенческих отрядов» Юлии Дрожжиной, в результате чего депутатом с пятой попытки оказался человек, которого никто не избирал.
И я надеюсь очень, что этот непростой период приведёт к тому, чего мы все очень давно хотим. Мы хотим, чтобы наши граждане гордились российской медициной. Мы хотим, чтобы ею гордились Вы как руководитель великой страны. И мы, конечно, всегда будем находиться рядом и никогда Вас не подведём.Марьяна Лысенко в адрес Владимира Путина на вручении звания Героя Труда, февраль 2020 года.

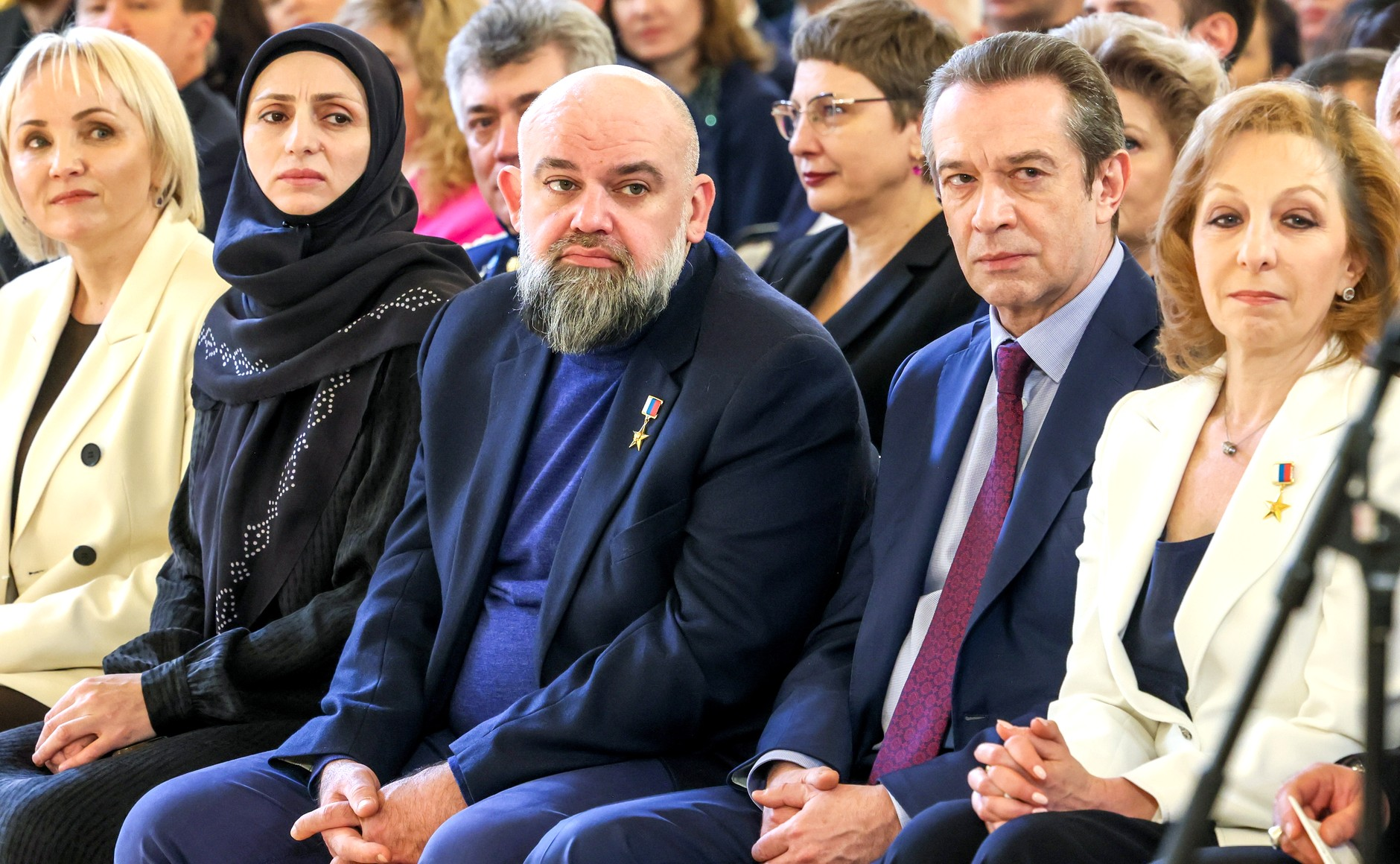
Марьяна Лысенко во время встречи доверенных лиц с Владимиром Путиным по окончании выборов, 20 марта 2024 года

В ноябре 2021 года указом Путина была включена в члены Совета по общественному телевидению, а затем избрана его председателем вместо Виталия Игнатенко, пообещав продолжить дело своего отца — основателя ОТР.
В декабре 2023 года поддержала решение Путина об участии в президентских выборах, заявив, что «испытала радость от его решения»: «Я очень хорошо понимаю, насколько ребятам Вы нужны сейчас, потому что совсем недавно мы прошли вместе такой сложный для медицины путь, прошли вместе с Вами». После этого вошла в состав инициативной группы по выдвижению Путина кандидатом в президенты, заявив, что говорит от имени «всех 3,5 млн» человек из медицинской отрасли, затем — сопредседатель избирательного штаба по личному предложению Путина и его доверенное лицо.

## Награды

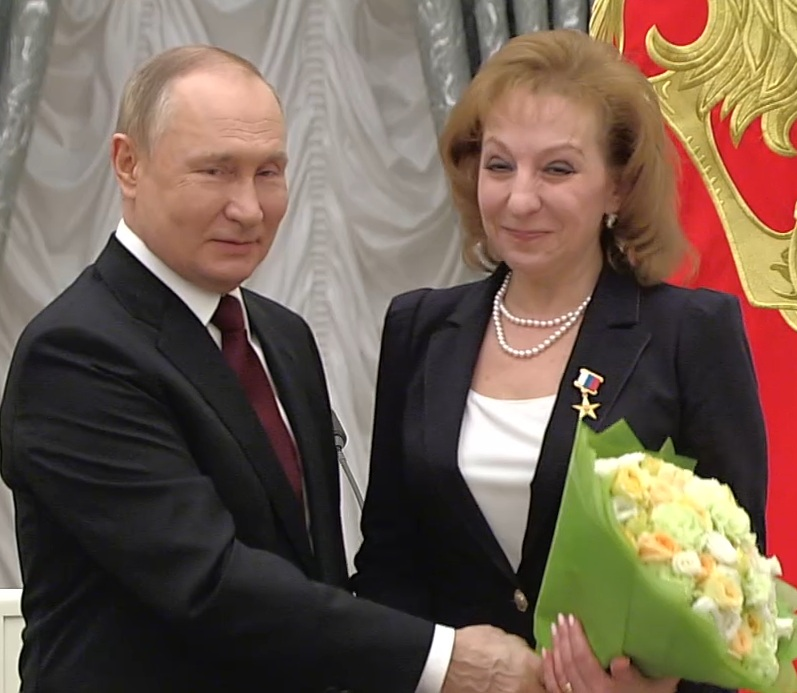
На церемонии награждения, 2022 год

- Звание «Герой Труда Российской Федерации» (21 июня 2020 года) — за особые трудовые заслуги, самоотверженность и высокий профессионализм, проявленные в борьбе с коронавирусной инфекцией (COVID-19)[73]. Золотая звезда Героя вручена президентом Российской Федерации Владимиром Путиным 2 февраля  2022 года на церемонии в Екатерининском зале Московского кремля[64].
- Орден «За заслуги перед Отечеством» IV степени (2024 год)[74].
- Медаль МЧС России «За содружество во имя спасения», почётные грамоты министерства здравоохранения России и департамента здравоохранения города Москвы[2][17].
- Медаль «За содействие донорскому движению» Федерального медико-биологического агентства Российской Федерации (2016 год)[75].
- Звание «Заслуженный врач города Москвы» (2020 год)[1].
- Лауреат московского фестиваля в области здравоохранения «Формула жизни» в номинации «Лучший главный врач» (2016 год)[76][77].
- Премия «Творческое открытие» имени Олега Янковского (2021 год)[78].

## Личная жизнь
Замужем, есть сын. За 2019 год задекларировала доход в размере 9 миллионов 122 тысяч рублей, две квартиры, земельный участок, жилой дом и машиноместо общей площадью в 1 917 м², два автомобиля — Nissan X-Trail и Audi Q7.